# Carl Richard Zanders

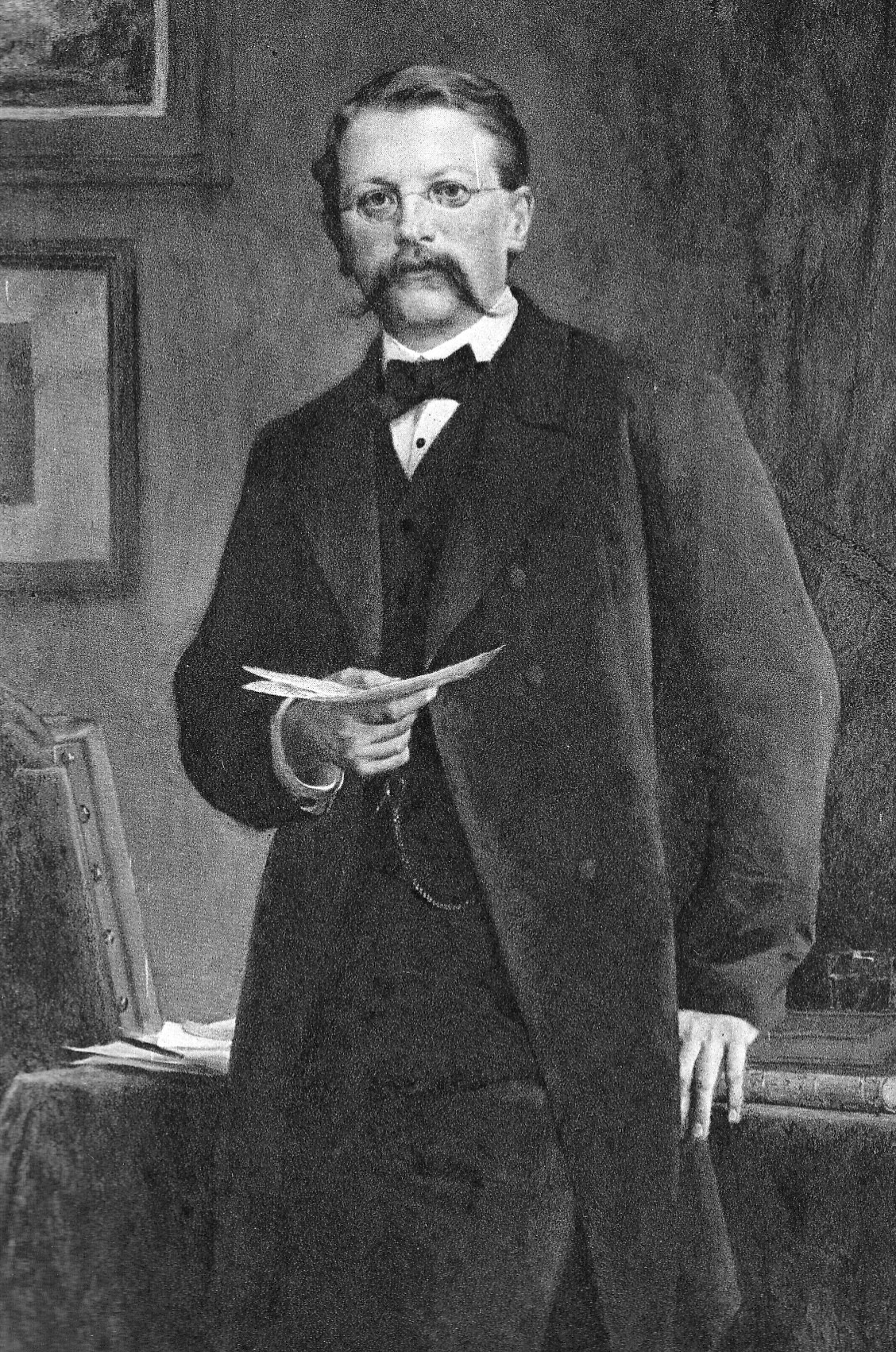
Carl Richard Zanders

Carl Richard Zanders (* 16. Juli 1826 in Bergisch Gladbach; † 23. August 1870 ebenda) war ein deutscher Papierfabrikant.

## Leben
Carl Richard war der älteste Sohn von Johann Wilhelm Zanders und Julie Zanders. Nach seiner schulischen Unterrichtung und Studium in Bonn ging er auf Wunsch der Mutter 1846 als Lehrling zur Schnabelsmühle in Bergisch Gladbach. Seit April 1847 reiste er durch alle bedeutenden deutschen Großstädte von Hamburg bis München und von Leipzig bis Wien, später auch ins nahegelegene Belgien und in die Niederlande. Dabei besuchte er viele andere Papierfabrikanten, um sein Wissen zu erweitern, aber auch um Verbindungen zu alten Großhandelsfreunden aufzufrischen und neue anzuknüpfen. Als seine Mutter mit der Familie wieder nach Bergisch Gladbach zurückgekehrt war, trat er 1848 in die Firma J. W. Zanders in der Schnabelsmühle ein. Am 17. Juni 1857 heiratete er Maria Zanders, geb. Johanny-Abhoë, die Tochter eines Hückeswagener Tuchfabrikanten. Aus der Ehe gingen vier Kinder hervor, unter ihnen Richard Zanders und Margarete († 1917), welche den preußischen Regierungspräsidenten Francis Kruse ehelichte.

## Wirken
Zanders trat in einer Zeit in die Papierherstellung ein, als aus den alten Papiermühlen industrielle Fabriken entstanden. Aus der Zeit, als die Schnabelsmühle vorübergehend für 12 Jahre verpachtet war, gab es viel nachzuholen. Allenthalben hatten Papiermaschinen Einzug gehalten. Auch wenn Zanders erst im Jahr 1857 gleichberechtigter Gesellschafter zusammen mit seiner Mutter wurde, hatte er schon zuvor entscheidende Verbesserungen umgesetzt: 1851 baute er eine Trockenstube mit Vorrichtung zum Schnelltrocknen; 1854 folgten eine zeitgemäße Satiniermaschine und Verbesserung der Leimung; 1855 kam eine Dampfröhrenheizung in die Glättstube und Lumpenkammer, es wurde ein Kesselhaus mit einer Dampfmaschine gebaut sowie eine Lumpenküche und ein Laboratorium; 1856 richtete er eine mechanische Werkstatt mit Drehbank ein und kaufte einen Waschholländer; als vorläufiger Höhepunkt folgte 1860 eine neue Papiermaschine.
Im Jahr 1868 kaufte er die Gohrsmühle an. Das brachte dem Unternehmen wesentliche Vorteile für eine weitere räumliche Ausdehnung mit dem Bau von größeren Fabrikgebäuden und hohen Schornsteinen. Er konnte die Früchte seiner Arbeit nicht mehr ernten, weil er kurze Zeit später an einer tückischen Krankheit starb.